# Piazzola sul Brenta

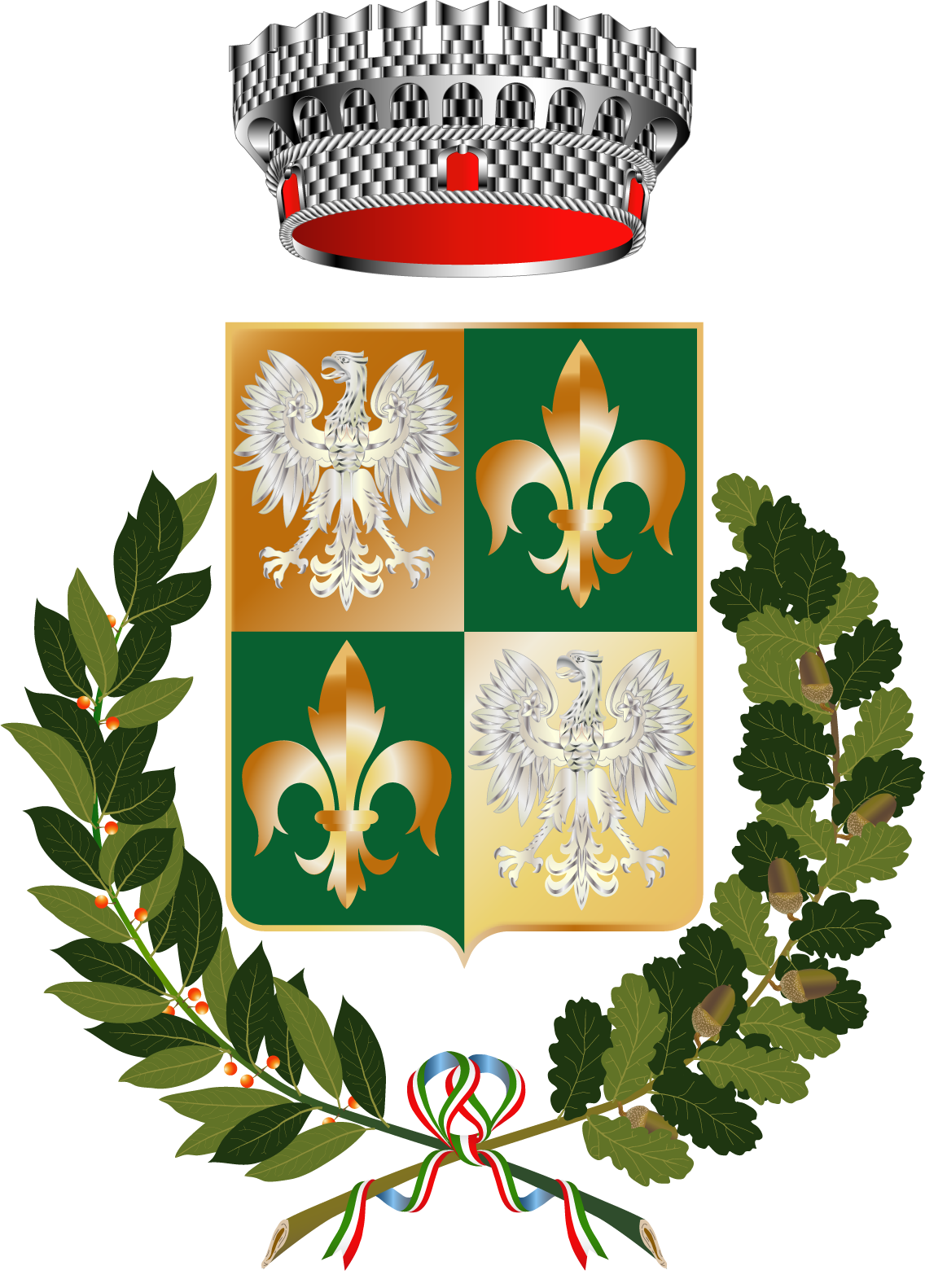

Piazzola sul Brenta (Piasoea en idioma veneto) és un municipi (comune) de la província de Pàdua a Itàlia amb 10.947 habitants (2010) està situat al nord de Pàdua i com indica el seu nom, està a la riba del riu Brenta.

## Subdivisions
Carturo, Isola Mantegna, Presina, Tremignon, Vaccarino
Divisions confinants:Camisano Vicentino (VI), Campo San Martino, Campodoro, Curtarolo, Gazzo, Grantorto, Limena, San Giorgio in Bosco, Villafranca Padovana

## Història
Les denominacions antigues són les de Placiola o Plazola o Plateola.Fins a l'any 1268, aquest territori va pertànyer a la ciutat de Vicenza. Hi havia un castell que va ser de la família dels Dente, després dels Belludi, i més tard dels Da Carrara.
Significativa també va ser la presència de la família Camerini que va desenvolupar econòmicament aquesta ciutat.

## Monuments i llocs d'interés
Chiesa parrocchiale
Villa Contarini d'Andrea Palladio

## Persones relacionades amb Piazzola
- Raimondo Bergamin (1910 - 1991).
- Franco Luison.
- Leonardo Bistolfi, artista.

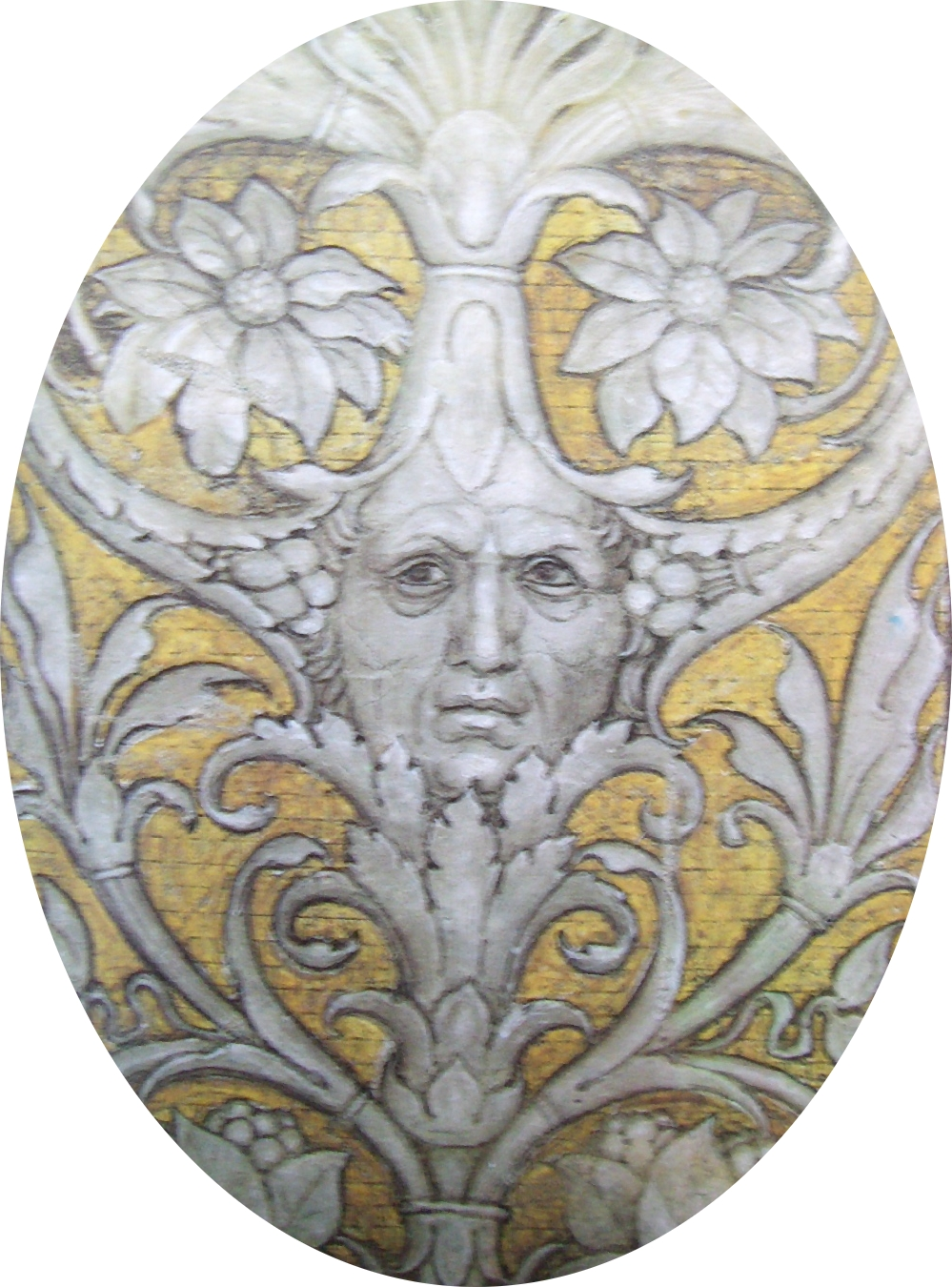
Mantova, Camera degli Sposi, presumpte autoretrat d'Andrea Mantegna

- Andrea Mantegna, pintor, nascut el 1431 a la frazione de Isola Mantegna (anteriorment dita Isola di Carturo).
- Beat Luca Belludi.
- Giovanni Camerini (1837–1919), di Francesco, cosí del comte di Piazzola sul Brenta i polític Paolo Camerini
- Paolo Camerini (1868 – 1937), comte di Piazzola sul Brenta i polític.
- Luigi Bottazzo (1845-1924), organista i compositor nascut en aquesta vila.
- Guglielmo Segato, ciclista.